# Distribution (Sprachwissenschaft)
Die Distribution eines Gegenstands ist im Allgemeinen die Verteilung seiner Exemplare (engl. tokens) in der Umgebung bzw. den Umgebungen, in denen er vorkommt. Der Begriff kann in der Linguistik ebenso wie in anderen Disziplinen in einem weiten Sinne verwendet werden, wo man die Verteilung beliebiger Daten im Gegenstandsbereich untersucht und so auch von der Distribution von Sprachen in einem Areal oder der Distribution von Eigenschaften sprachlicher Einheiten, etwa von Satzlängen, in Korpora sprechen kann.
Im engeren Sinne ist die Distribution einer sprachlichen Einheit die Gesamtheit der Kontexte (bzw. Kontexte), in denen sie vorkommt. Infrage kommen sprachliche Einheiten aller Ebenen und Abstraktionsstufen, also u. a. Laute und Phoneme, Morphe und Morpheme, Wörter, Konstruktionen usw. Wenn eine solche Einheit in der Rede bzw. einem Text vorkommt, stehen davor und danach bzw. links und rechts davon andere Einheiten derselben Art, mit denen zusammen sie eine Einheit einer höheren Komplexitätsstufe bildet. Das deutsche Morph -em z. B. tritt auf nach den Stämmen schön, alt, laut usw., allgemein also nach Adjektivstämmen, und bildet davon die starke Deklinationsform des Dativ Singular Maskulinum und Neutrum. Es tritt z. B. nicht an Substantiven auf; die genannte Deklinationsform lautet von alt altem, aber von Tag Tage. Die Distribution von -em ist also „tritt auf nach Adjektivstämmen“. Diese Klasse von Kontexten wird formal so repräsentiert: [ [ X ]Adj __ ]. An der Stelle des X hat man sich einen beliebigen Adjektivstamm zu denken; der Unterstrich steht für die Position, welche die Einheit einnimmt, von deren Distribution die Rede ist.

## Paradigmatische Relationen als Distributionsrelationen
Wenn man die Distributionen zweier sprachlicher Einheiten A und B miteinander vergleicht, sind drei distributionelle Beziehungen von besonderer Relevanz, die je eine besondere paradigmatische Relation bilden:
- Haben A und B dieselbe Distribution, aber bei Ersetzung von A durch B in einem Kontext ergibt sich ein Bedeutungsunterschied, dann ist ihre paradigmatische Relation die Opposition. Beispiel: Im Hochdeutschen stehen /d/ und /t/ in Opposition, denn bei ihrem Austausch in einem Kontext wie _rüben ergibt sich ein Bedeutungsunterschied. Ebenso stehen obschon und weil (als Konjunktionen am Anfang von Nebensätzen) in Opposition.

- Haben A und B dieselbe Distribution, aber bei Ersetzung von A durch B in beliebigen Kontexten ergibt sich kein Unterschied, dann ist ihre paradigmatische Relation die freie Variation. Beispiel: Im Hochdeutschen stehen die Laute [R] und [ʁ] in freier Variation; und auch die Wörter obschon und obgleich stehen in freier Variation. (Dieses Beispiel zeigt auch, dass man Synonymie als die freie Variation bedeutungstragender Einheiten definieren kann.)

- Ergänzen sich die Distributionen von A und B derart, dass A in all den Kontexten vorkommt, in denen B nicht vorkommt, dann ist ihre paradigmatische Relation die komplementäre Verteilung. Beispiel: Im Hochdeutschen stehen die Laute [ç] und [χ] in komplementärer Verteilung, denn [χ] kommt nur nach hinteren Vokalen, [ç] dagegen in allen anderen Kontexten vor. Auch die Morphe -est und -st stehen nach (evtl. nach Tempus flektierten) Verbstämmen in komplementärer Verteilung, denn ersteres steht nur nach alveolaren Verschlusslauten, letzteres in allen anderen Kontexten. In komplementärer Verteilung stehende Laute fasst man als Allophone zu einem Phonem zusammen, im Falle des Beispiels zu einem Phonem, das meistens /x/ geschrieben wird. In komplementärer Verteilung stehende Morphe fasst man als Allomorphe zu einem Morphem zusammen; im Falle des Beispiels ist es die Konjugationsendung der zweiten Person Singular.

## Distributionsklassen
Zwei sprachliche Einheiten, die dieselbe Distribution haben, gehören derselben Distributionsklasse an. Zu den Morphen, die dieselbe Distribution wie -em haben, gehören u. a. -er (wie in alter), -e (wie in alte) usw. In diesem Falle gehören also die Suffixe, die das Paradigma der Adjektivdeklination ergeben, einer Distributionsklasse an. (Dies setzt allerdings voraus, dass man diese Morphe von ihren Homonymen unterschieden hat, die eine ganz andere Distribution haben.)
Da sich die Distribution einer Einheit verhältnismäßig gut objektiv überprüfen lässt, versucht man, traditionelle linguistische Kategorien als Distributionsklassen zu rekonstruieren. Die Wortart 'Adjektiv' könnte man z. B. wie folgt als Distributionsklasse definieren: was im Kontext [ [ X ]def. Artikel __ [ Y ]N ], also zwischen einem definiten Artikel und einem Substantiv, also u. a. im Kontext der __ Tag vorkommt. Das Beispiel zeigt auch die Grenzen des Verfahrens auf: Erstens findet man auf diese Weise im Deutschen nicht eigentlich Adjektive, sondern bestimmte Flexionsformen von Adjektiven, über denen man wieder kontrolliert verallgemeinern müsste. Zweitens setzt man diejenigen Kategorien, die den Kontext bilden, voraus. Man könnte also, wenn man auf diese Weise 'Adjektiv' definieren will, nicht 'Substantiv' definieren als etwas, was nach einem Adjektiv stehen kann. Es besteht also keine Aussicht, alle Kategorien einer bestimmten sprachlichen Ebene als Distributionsklassen zu analysieren.
Nichtsdestoweniger ist die Feststellung der Distribution einer sprachlichen Einheit in der strukturalen Sprachwissenschaft ein elementarer methodischer Schritt in ihrer Beschreibung. Auf seiner Basis analysiert man dann die Funktion oder Bedeutung der Einheit.